# Polioxietilenamida
Polioxietilenamida (POEA) é um tensoativo que aumenta a atividade de herbicidas tais como o glifosato. O papel de um agente tensoativo em um produto herbicida é melhorar aumento da permeabilidade da superfície das plantas para a máxima cobertura e ajudando na penetração do produto na superfície da planta.